# And Then We Danced
And Then We Danced (em georgiano:  და ჩვენ ვიცეკვეთ, Da chven vitsek'vet; bra: E Então Nós Dançamos) é um filme de drama georgiano de 2019 dirigido por Levan Akin. Foi estreado na seção Quinzena dos Realizadores do Festival de Cinema de Cannes de 2019, onde foi aplaudido de pé por quinze minutos. Foi um dos filmes com críticas mais favoráveis de Cannes naquele ano. Foi selecionado como a entrada sueca para Melhor Longa-Metragem Internacional no 92.º Oscar, mas não foi indicado. A exibição do filme na Geórgia gerou protestos, devido ao retrato de um caso de amor gay.

## Desenvolvimento
Em entrevista ao Festival de Cinema de Zurique, o diretor Levin Akin disse que se inspirou nas imagens dos protestos anti-homofobia de Tiblíssi em 2013, onde dezenas de jovens que protestavam contra a homofobia foram violentamente atacados por milhares de contramanifestantes da Igreja Ortodoxa Georgiana. Ele visitou Tiblíssi em 2016 para fazer pesquisas sobre a situação e se inspirou para fazer o filme como uma discussão sobre o desenvolvimento da tradição e da identidade, em oposição a uma narrativa de revelação mais convencional.
O filme foi logisticamente difícil de filmar. Devido à natureza do filme e à homofobia predominante na Geórgia, uma história alternativa foi contada aos espectadores de que o filme era sobre um turista francês que se apaixona pela cultura georgiana. Atores e locações que concordaram em participar do filme mais tarde se recusariam a participar devido à natureza do filme ou por medo de reações adversas. A equipe de produção recebeu ameaças de morte e teve que contratar segurança durante o set. Ambos os atores principais Levan Gelbakhiani e Bachi Valishvili, que foram contatados por Akin através das redes sociais, inicialmente recusaram os papéis oferecidos devido a preocupações com a reação na Geórgia e como isso afetaria suas carreiras futuras.

## Elenco
- Levan Gelbakhiani como Merab
- Bachi Valishvili como Irakli
- Ana Javakishvili como Maria
- Giorgi Tsereteli como David
- Marika Gogichaishvil como avó Nona
- Kakha Gogidze como Aleko
- Tamar Bukhnikashvili como Teona
- Levan Gabrava como Luka
- Nino Gabisonia como Ninutsa
- Ana Makharadze como Sopo
- Ele tem Begalishvili como Loseb
- Companheiro Khidasheli como Mate

## Recepção
No site agregador de resenhas Rotten Tomatoes, o filme tem um índice de aprovação de "fresco certificado" de 93% com base em 91 resenhas. O consenso crítico do site diz: "Liderado por um excelente desempenho de Levan Gelbakhiani, And Then We Danced derrota o preconceito com uma compaixão avassaladora." No Metacritic, o filme tem uma pontuação de 68% com base nas críticas de 20 críticos, indicando "críticas geralmente favoráveis".
O filme foi vendido para mais de 40 países.
Em julho de 2019, no 10.º Festival Internacional de Cinema de Odesa, o filme ganhou o Grande Prêmio, decidido pelo público, bem como os prêmios de Melhor Filme e Melhor Ator, decididos pelo júri internacional. Em agosto de 2019, Levan Gelbakhiani ganhou o Prêmio Coração de Sarajevo de Melhor Ator no 25.º Festival de Cinema de Sarajevo. Em outubro de 2019, o filme ganhou o prêmio de Melhor Longa-Metragem no Iris Prize Festival de 2019. Em janeiro de 2020, o filme foi exibido na prestigiada seção Spotlight do Festival de Cinema de Sundance. Empatou com Aniara na maioria dos prêmios no 55.º Guldbagge Awards, ganhando quatro prêmios, incluindo Melhor Filme.
And Then We Danced foi indicado para o GLAAD Media Award de 2021 de Melhor Filme (Lançamento Limitado).

## Exibições e protestos
Grupos ultraconservadores ameaçaram cancelar a exibição do filme em Tiblíssi e Batumi, na Geórgia. O chefe do Movimento Público de Proteção às Crianças, Levan Palavandishvili, mais Levan Vasadze, Dimitri Lortkipanidze e o líder do movimento ultranacionalista Marcha Georgiana, Sandro Bregadze, anunciaram que fariam piquetes nos cinemas para protestar contra a exibição do filme "que vai contra as tradições e valores georgianos e cristãos e populariza o pecado da sodomia".
O diretor do filme, Levan Akin, respondeu às ameaças, dizendo: “É um absurdo que quem comprou ingressos precise ter coragem e correr o risco de ser assediado ou até mesmo agredido só por ir ver um filme. Eu fiz esse filme com amor e compaixão." A Igreja Ortodoxa Georgiana desaprovou a estreia do filme, mas também afirmou que a “igreja se distancia de qualquer violência”.
Em 8 de novembro de 2019, o Ministério da Administração Interna da Geórgia mobilizou tropas policiais no Cinema Amirani e nas ruas próximas e colocou tropas especiais da polícia de choque perto do Philharmonic Hall. Policiais cercaram a entrada do Cinema Amirani. Mais tarde naquele dia, várias centenas de membros da Marcha Georgiana tentaram romper o cordão policial e entrar à força no Cinema Amirani, mas foram parados pela polícia. Alguns dos manifestantes usaram máscaras e usaram pirotecnia. Apesar das tentativas, todas as exibições do filme ocorreram conforme planejado.
A polícia deteve duas pessoas e acusou-as de violar o artigo 173.º do Código de Infracções Administrativas da Geórgia (desobediência a ordens legais de um agente da polícia) e o artigo 166.º (vandalismo). Um dos líderes do Partido Republicano da Geórgia, Davit Berdzenishvili, foi atacado pelos manifestantes. A ativista civil Ana Subeliani também ficou gravemente ferida num confronto com manifestantes e foi levada ao hospital.